# 西見健吉
西見 健吉（にしみ けんきち、1967年4月27日 - ）は、日本の元レスリング選手で現在は自衛官。階級は一等陸尉。鹿児島県の徳之島（天城町）出身。1996年アトランタオリンピックの日本代表。

## 略歴
中学校では野球部所属であったが、徳之島の全島相撲大会に出場し優勝したことで鹿児島商工高等学校(現樟南高等学校)レスリング部の加治佐正昭監督のスカウトを受け、同校でレスリングを始めた。卒業後、自衛隊体育学校に進学、後に同校の第二教育科のレスリングコーチも務めながら競技を続けた。
全日本レスリング選手権大会では1991年にグレコローマン52kg級で優勝、1993年からは57kg級で3連覇、1996年からは58kg級で4連覇した。
1996年のアトランタオリンピックでは57kg級で8位入賞した。
1998年6月6〜7日に埼玉・朝霞市立総合体育館で行われた「明治乳業カップ 全日本選抜レスリング選手権大会」では、グレコローマンスタイル58kg級で優勝。
1998年のレスリング世界選手権(イェヴレ)では58kg級13位。
1999年4月17〜18日に埼玉・朝霞市立総合体育館で行われた「明治乳業カップ 全日本選抜レスリング選手権大会 兼　１９９９年世界選手権代表選考会」では、グレコローマンスタイル58kg級で優勝、優秀選手賞獲得。
1999年の世界選手権(アテネ)では58kg級26位であった。

## 戦績
国際大会
- 1990年 (平成2年)2月12日 - フィンランド国際大会・グレコローマンスタイル52kg級 金メダル
- 1995年 (平成7年)1月 - イランイスラム共和国ファジール国際大会・グレコローマンスタイル57kg級 銀メダル
- 1995年 (平成7年)2月 - ドイツ国際大会・グレコローマンスタイル57kg級 銅メダル
- 1996年 (平成8年)3月 - ノルウェー国際大会・グレコローマンスタイル57kg級 金メダル
- 1996年 (平成8年)4月 - アジア選手権（中国）・グレコローマンスタイル57kg級 銀メダル
- 1996年 (平成8年)7月 - アトランタオリンピック（アトランタ）・グレコローマンスタイル57kg級 8位入賞
- 1997年 (平成9年)5月 - 東アジア競技大会（釜山）・グレコローマンスタイル57kg級 銅メダル
- 1998年 (平成10年)12月 - 第13回アジア競技大会（バンコク）・5位入賞
- 1999年 (平成11年)2月 - ディープシュルツ国際大会（アメリカ）・グレコローマンスタイル57kg級 銀メダル